# Hou Ji
Hou Ji (chiń. 后稷) – chiński urzędnik i rolnik żyjący podczas panowania władców Yao i Shuna. Nauczał ludzi hodowli roślin, a według legendy jako pierwszy w Chinach uprawiał proso i pszenicę.
Jego matką była Jiang Yuan, małżonka władcy Ku.